# Districtul Viana do Castelo
Districtul Viana do Castelo (portugheză Distrito de Viana do Castelo) este un district în nordul Portugaliei, cu reședința în Viana do Castelo. Are o populație de 250 273 locuitori și suprafață de 2 255 km².

## Municipii
- Arcos de Valdevez
- Caminha
- Melgaço
- Monção
- Paredes de Coura
- Ponte da Barca
- Ponte de Lima
- Valença
- Viana do Castelo
- Vila Nova de Cerveira